# الحقد 3 (فلم)
الحقد 3 (بالإنجليزية: The Grudge 3) ، هي فيلم أمريكي من نوع الرعب النفسي، أنتجت شركة كولومبيا بيكشرز التابعة لشركة سوني عام 2009م، وتعد الجزء الثالث من سلسلة أفلام رعب، وصورت في اليابان.

## وصلات خارجية
- The Grudge 3
- مقالات تستعمل روابط فنية بلا صلة مع ويكي بيانات
- The Grudge 3 على موقع أول موفي.
- Official Trailer
- BloodyDisgusting|The Grudge 3
- ShockTillYouDrop|The Grudge 3
- The Grudge 3 at FEARnet